# Biozentrismus
Der Biozentrismus ist ein ethisches Modell, das allem „Lebendigen“ einen ethischen Eigenwert zuordnet. Ist dieser Eigenwert für alle Entitäten derselbe, also ohne Abstufung, spricht man von einem radikalen Biozentrismus oder egalitären Biozentrismus, andernfalls von einem hierarchischen beziehungsweise schwachen Biozentrismus. Im Sinne allgemeiner ethischer Theorien, insbesondere tierethischer Theorien, wird er oft im Zusammenhang mit Ansätzen des Pathozentrismus und Anthropozentrismus auf der einen Seite und dem Holismus auf der anderen vergleichend diskutiert.
Wird die Frage, wer von moralischen Rechtsvereinbarungen profitiert, umgekehrt und nach einer eventuellen Exklusion beziehungsweise Diskriminierung gefragt, berührt man Fragestellungen kontraktualistischer Theorien. Einen Vergleich solcher Paradigmen aus dieser Perspektive versucht etwa Martha Nussbaum in Frontiers of Justice (2006). Mark Rowlands schlägt ausgehend von einer solchen vorgeblichen Diskriminierung in Animals like us (2002) eine etwaige Öffnung von John Rawlsscher Vertrags- und Gerechtigkeitstheorien auf Tiere hin vor. Inwiefern dessen Vorschlag noch dem Rawlsschen Modell entspricht, wird diskutiert.
Eine Kritik am Biozentrismus kann von einem utilitaristischem Standpunkt so geführt werden, dass ethische Kriterien Einflüsse auf das konkrete Wohlbefinden von Individuen haben müssen. Folgt man etwa Peter Singers Argumenten, gelangt man so normativ zu einem weniger inklusiven Pathozentrismus. Allerdings gibt es auch utilitaristische Vertreter des Biozentrismus, wie etwa Jean-Claude Wolf.
Von deontologischen Positionen aus argumentieren gegen den Biozentrismus etwa moderne Kantianer, das heißt Anthropozentriker, mit Berufung auf die Formulierungen des Kategorischen Imperativs, die der Reich-der-Zwecke- oder Autonomie-Formel entsprechen würden. Julian Franklin (selbst kein Biozentriker) kritisiert diesen Ansatz, indem er anmerkt, diese Formulierungen bezögen sich auf die Quelle der Moral. Zwischen denjenigen Individuen, die von moralischen Urteilen betroffen sind, und denjenigen, die sie erstellen, müsse man unterscheiden. Eine analoge Unterscheidung vertritt Tom Regan, indem er zwischen den Mengen der Moral Agents und Moral Patients (etwa moralisch Handelnde und moralisch Behandelte) unterscheidet. Bernd Ladwig greift diesen Ansatz auf, kommt aber im Gegensatz zu Regan normativ, vorwiegend aus pragmatischen Gründen, zu einer hierarchischen Rechtstheorie.